# Xarxa en bus

Xarxa en bus

La xarxa en bus és una topologia de xarxa on els nodes estan connectats a un mitjà de comunicació comú bidireccional: el bus, on es troben ben definits els punts de terminació. Aquesta topologia necessita tècniques, a nivell de circuits i a nivell de protocols, per a compartir-ne i repartir-ne la capacitat del medi entre els nodes de la xarxa.

## Avantatges
- És senzilla d'implementar i estendre.
- Normalment és la més econòmica.
- La fallada d'un node no n'afecta la resta.

## Desavantatges
- Difícil d'administrar.
- Longitud de cable i nombre d'estacions limitades.
- El rendiment disminueix en afegir-hi nodes.
- Si la fallada en lloc de en un node esdevé en el bus és difícil de detectar.